# Station Camp de Tarragona
Station Camp de Tarragona is een spoorwegstation in de Spaanse regio Catalonië dat op 26 december 2006 werd geopend. 

## Geschiedenis
In 1995 werd begonnen met de aanleg van de hogesnelheidslijn Madrid - Barcelona die bij Tarragona het tracé gebruikt van de voormalige spoorlijn Reus – Roda de Bará. Het HSL-station voor Tarragona kwam niet in de stad maar op de plaats van het station La Secuita-Perafort aan de vroegere lijn Reus-Roda de Bará, dat in de jaren 90 werd gesloten.
Op 26 december 2006 werd de HSL, met normaalspoor, verlengd van Lleida Pirineus tot de omspoorder van Roda de Bará iets ten oosten van Camp de Tarragona. Zodoende werd Camp de Tarragona geopend als oostelijk eindpunt van de hogesnelheidslijn en reden de treinen ten oosten van Roda de Bará verder over Iberisch spoor.
Aanvankelijk duurde de reis tussen Madrid-Puerta de Atocha en Camp de Tarragona  2 uur en 50 minuten, maar dit is inmiddels teruggebracht tot 2 uur en 30 minuten.
Op 20 februari 2008 was het normaalspoor tussen Camp de Tarragona en Barcelona Sants gereed en daarmee liep de HSL door tot Barcelona Sants en was het station niet langer eindpunt. In 2013 was de hele HSL tussen Madrid en Figueres-Vilafant gereed.
Op 13 januari 2020 werd het verbindingsspoor tussen Camp de Tarragona en de  Middellandse Zeecorridor (Tarragona – Valencia) in gebruik genomen. De Euromed-diensten rijden sindsdien niet meer door station Tarragona maar over de HSL langs Camp de Tarragona, de overgang tussen normaalspoor met 25 kV wisselstroom en Iberisch spoor met 3 kV gelijkstroom vindt plaats in de omspoorder ter hoogte van het vliegveld van Reus.   

## Ligging en inrichting
Het station ligt in de gemeente La Secuita, in de provincie Tarragona. Het ligt op 13 km van zowel Tarragona als Valls, en op 22 km van Reus, in de voormalige regio Campo de Tarragona waaraan het station zijn naam ontleent.
Het stationsgebouw staat op  het dak van een parkeergarage met twee parkeerdekken aan de noordkant van het spoor. Van de acht sporen liggen de buitenste vier langs de twee eilandperrons die via een loopbrug met het stationsgebouw verbonden zijn. De middelste vier sporen worden gebruikt door treinen die niet stoppen in Camp de Tarragona, twee directe treinen met een snelheid van 300 km/u richting Madrid en twee directe treinen met een snelheid van 160 km/u richting Valencia. Het station wordt bediend door treinen van de AVE, Avant, Euromed en Alvia.
Het station is vanuit Tarragona en Valls bereikbaar via de autoweg N-240, terwijl het vanuit Reus bereikbaar is via de TP-7225 en T-750 (aansluiting op de A-27).